# 己型肝炎
己型肝炎，又称F型肝炎（英語：Hepatitis F），1994年由Deka等人报告提出。当时认为是非甲、非乙、非丙、非戊型的新型肝炎。後已确认为一种遗传变异的乙肝病毒。